# Nkana Football Club
Nkana Football Club, conocido también por sus antiguas denominaciones Rhokana United y Nkana Red Devils, es una entidad zambiana dedicada al fútbol, representativa de la ciudad de Kitwe.

## Historia
Fue fundado en 1935 con el nombre Rhokana United FC, es el club de su país que más veces ha ganado el campeonato local, con 12 títulos. Internacionalmente ha aparecido en nueve ediciones de la Liga de Campeones de la CAF, de las cuales fue eliminado tres veces en cuartos de final, cuatro veces en semifinales y una vez en la final, esta última en 1990, por penales frente al Kabylie. Sin embargo, este registro le ha valido para ser considerado por la Federación Internacional de Historia y Estadística de Fútbol como el undécimo mejor club africano del siglo XX.

## Palmarés

### Torneos nacionales
- Primera División de Zambia (13):[2]

1982, 1983, 1985, 1986, 1988, 1989, 1990, 1992, 1993, 1999, 2001, 2013, 2019-20.
- Copa de Zambia (6):

1986, 1989, 1991, 1992, 1993, 2000.
- Copa Challenge Zambiana (7):

1964, 1966, 1992, 1993, 1998, 1999, 2000.

### Torneos internacionales
- Subcampeón de la Liga de Campeones de la CAF (1): 1990.[3]

## Participación en competiciones de la CAF
| Temporada | Torneo                            | Ronda            | Club                 | Casa | Visita | Global      |
| --------- | --------------------------------- | ---------------- | -------------------- | ---- | ------ | ----------- |
| 1976      | Recopa Africana                   | 1                | Big Bullets          | 4-0  | 0-1    | 4-1         |
| 1976      | Recopa Africana                   | Cuartos de final | Shooting Stars       | 1-1  | 2-3    | 3-4         |
| 1983      | Copa Africana de Clubes Campeones | 1                | Mbabane Highlanders  | 1-0  | 2-2    | 3-2         |
| 1983      | Copa Africana de Clubes Campeones | 2                | Pan African FC       | 0-0  | 0-0    | 0-0 (4-2 p) |
| 1983      | Copa Africana de Clubes Campeones | Cuartos de final | Villa SC             | 4-0  | 1-2    | 5-2         |
| 1983      | Copa Africana de Clubes Campeones | Semifinales      | Al Ahly SC           | 0-0  | 0-2    | 0-2         |
| 1984      | Copa Africana de Clubes Campeones | 1                | LPF Maseru           | 5-0  | 1-0    | 6-0         |
| 1984      | Copa Africana de Clubes Campeones | 2                | Printing Agency      | 3-0  | 1-2    | 4-2         |
| 1984      | Copa Africana de Clubes Campeones | Cuartos de final | Zamalek SC           | 1-1  | 1-5    | 2-6         |
| 1986      | Copa Africana de Clubes Campeones | 1                | AS Sotema            | 4-1  | 1-2    | 5-3         |
| 1986      | Copa Africana de Clubes Campeones | 2                | Brewery Jimma        | 0-0  | 0-0    | 0-0 (4-3 p) |
| 1986      | Copa Africana de Clubes Campeones | Cuartos de final | Hearts of Oak        | 2-0  | 1-1    | 3-1         |
| 1986      | Copa Africana de Clubes Campeones | Semifinales      | Africa Sports        | 1-1  | 0-0    | 1-1 (a)     |
| 1987      | Copa Africana de Clubes Campeones | 1                | Petro Atlético       | 1-1  | 1-0    | 2-1         |
| 1987      | Copa Africana de Clubes Campeones | 2                | Zamalek SC           | 1-0  | 0-2    | 1-2         |
| 1989      | Copa Africana de Clubes Campeones | 1                | BDF                  | 4-1  | 1-1    | 5-2         |
| 1989      | Copa Africana de Clubes Campeones | 2                | Fire Brigade SC      | 5-1  | 3-2    | 8-3         |
| 1989      | Copa Africana de Clubes Campeones | Cuartos de final | Zimbabwe Saints      | 2-1  | 0-0    | 2-1         |
| 1989      | Copa Africana de Clubes Campeones | Semifinales      | MC Oran              | 1-0  | 2-5    | 3-5         |
| 1990      | Copa Africana de Clubes Campeones | 1                | Red Eagles           | 3-1  | 1-0    | 4-1         |
| 1990      | Copa Africana de Clubes Campeones | 2                | Arsenal Maseru       | 5-1  | 3-0    | 8-1         |
| 1990      | Copa Africana de Clubes Campeones | Cuartos de final | Racing               | 2-1  | 1-0    | 3-1         |
| 1990      | Copa Africana de Clubes Campeones | Semifinales      | Iwuanyanwu Nationale | 1-0  | 1-0    | 2-0         |
| 1990      | Copa Africana de Clubes Campeones | Final            | JS Kabylie           | 1-0  | 0-1    | 1-1 (3-5 p) |
| 1991      | Copa Africana de Clubes Campeones | 1                | ASF Fianarantsoa     | 6-0  | w.o.1  | 6-0         |
| 1991      | Copa Africana de Clubes Campeones | 2                | Sunrise Flacq United | 4-1  | 0-2    | 4-3         |
| 1991      | Copa Africana de Clubes Campeones | Cuartos de final | Union Douala         | 1-0  | 1-2    | 2-1 (a)     |
| 1991      | Copa Africana de Clubes Campeones | Semifinales      | Club Africain        | 4-1  | 0-3    | 4-4 (a)     |
| 1991      | Copa Africana de Clubes Campeones | 1                | Mbabane Highlanders  | 7-1  | 2-0    | 9-1         |
| 1991      | Copa Africana de Clubes Campeones | 2                | KCC                  | 2-0  | 4-0    | 6-0         |
| 1991      | Copa Africana de Clubes Campeones | Cuartos de final | WAC Casablanca       | 2-1  | 1-3    | 3-4         |
| 1993      | Copa Africana de Clubes Campeones | 1                | AFC Leopards         | 1-0  | 1-1    | 2-1         |
| 1993      | Copa Africana de Clubes Campeones | 2                | Sunrise Flacq United | 0-0  | 1-1    | 1-1 (a)     |
| 1993      | Copa Africana de Clubes Campeones | Cuartos de final | Asante Kotoko FC     | 1-0  | 0-3    | 1-3         |
| 1998      | Recopa Africana                   | 1                | Rwanda FC            | 1-0  | 4-1    | 5-1         |
| 1998      | Recopa Africana                   | 2                | Mamelodi Sundowns    | 2-1  | 0-0    | 2-1         |
| 1998      | Recopa Africana                   | Cuartos de final | Africa Sports        | 1-1  | 0-1    | 1-2         |
| 1999      | Copa CAF                          | 1                | Royal Leopards       | 2-2  | 6-1    | 8-3         |
| 1999      | Copa CAF                          | 2                | CS Sfaxien           | 1-0  | 0-4    | 1-4         |
| 2000      | Liga de Campeones de la CAF       | 1                | US Stade Tamponnaise | 3-0  | 2-1    | 5-1         |
| 2000      | Liga de Campeones de la CAF       | 2                | Mamelodi Sundowns    | 1-1  | 0-0    | 1-1 (a)     |
| 2001      | Recopa Africana                   | 1                | Military Police      | 3-0  | w.o.1  | 3-0         |
| 2001      | Recopa Africana                   | 2                | Zamalek SC           | 2-2  | 2-0    | 4-2         |
| 2002      | Liga de Campeones de la CAF       | 1                | Simba SC             | 4-0  | 0-3    | 4-3         |
| 2002      | Liga de Campeones de la CAF       | 2                | Zamalek SC           | 1-1  | 0-2    | 1-3         |
| 2014      | Liga de Campeones de la CAF       | Preliminar       | Mbabane Swallows     | 5-2  | 0-2    | 5-4         |
| 2014      | Liga de Campeones de la CAF       | 1                | KCC                  | 2-1  | 2-2    | 4-3         |
| 2014      | Liga de Campeones de la CAF       | 2                | Zamalek SC           | 0-0  | 0-5    | 0-5         |
| 2014      | Copa Confederación de la CAF      | Play-off         | CA Bizertin          | 0-0  | 1-1    | 1-1 (a)     |
| 2014      | Copa Confederación de la CAF      | Fase de grupos   | Séwé Sport           | 1-1  | 0-3    | 3.er lugar  |
| 2014      | Copa Confederación de la CAF      | Fase de grupos   | Étoile du Sahel      | 4-3  | 3-4    | 3.er lugar  |
| 2014      | Copa Confederación de la CAF      | Fase de grupos   | Al Ahly SC           | 1-0  | 0-2    | 3.er lugar  |
| 2018      | Copa Confederación de la CAF      | 1                | CR Belouizdad        | 1-0  | 0-3    | 1-3         |

1- ASF Fianarantsoa abandonó el torneo antes de lugar el partido de vuelta.

2- Military Police abandonó el torneo antes de jugar el partido de vuelta.

## Entrenadores

### Entrenadorees Recientes
- Moses Simwala (1980-1993)
- Patrick Phiri (1997-2002)
- Jericho Shinde (2002)
- Jericho Shinde (2005)
- Kenneth Malitoli (2007)
- Masautso Mwale (2013-2014)
- Zeddy Saileti (2014)